# Piraci z Karaibów: Klątwa Czarnej Perły (ścieżka dźwiękowa)
Pirates of the Caribbean: The Curse of the Black Pearl – płyta zawierająca ścieżkę dźwiękową do filmu Piraci z Karaibów: Klątwa Czarnej Perły. Muzykę skomponował Klaus Badelt. Album został wydany 22 lipca 2003 roku.

## Lista utworów
| #  | Tytuł                  | Czas |
| -- | ---------------------- | ---- |
| 1  | Fog Bound              | 2:17 |
| 2  | The Medallion Calls    | 1:53 |
| 3  | The Black Pearl        | 2:17 |
| 4  | Will and Elizabeth     | 2:08 |
| 5  | Swords Crossed         | 3:16 |
| 6  | Walk the Plank         | 1:59 |
| 7  | Barbossa is Hungry     | 4:06 |
| 8  | Blood Ritual           | 3:33 |
| 9  | Moonlight Serenade     | 2:09 |
| 10 | To the Pirates' Cave!  | 3:31 |
| 11 | Skull and Crossbones   | 3:24 |
| 12 | Bootstrap's Bootstraps | 2:39 |
| 13 | Underwater March       | 4:13 |
| 14 | One Last Shot          | 4:46 |
| 15 | He's a Pirate          | 1:31 |